# Zakochany kundel
Zakochany kundel (ang. Lady and the Tramp) – amerykański animowany film romantyczny z 1955 roku w reżyserii Clyde’a Geronimiego, Wilfreda Jacksona i Hamiltona Luske’a na podst. opowiadania Happy Dan, the Whistling Dog Warda Greene’a. Piętnasty film z oficjalnego kanonu animacji Disneya i pierwszy powstały w procesie kina panoramicznego CinemaScope.
Animacja otrzymała w większości pozytywne recenzje; serwis Rotten Tomatoes przyznał jej wynik 89%.
W 2001 ukazał się sequel produkcji – film wideo Zakochany kundel II: Przygody Chapsa. W 2019 ukazał się aktorski remake pod tym samym tytułem na Disney+.
Premiera filmu w Polsce miała miejsce w 1962 roku w pierwszej wersji dubbingu. Premiera drugiej wersji dubbingu: 30 maja 1997 roku; dystrybucja: Syrena EG. W 2023 roku został wprowadzony do Narodowego Rejestru Filmowego Stanów Zjednoczonych jako film „znaczący kulturowo, historycznie bądź estetycznie”.

## Fabuła
W 1909 roku w małym mieście na Środkowym Zachodzie Jim wręcza żonie na Gwiazdkę suczkę rasy cocker spaniel. Nowa właścicielka nadaje jej imię Lady. Sześć miesięcy później suczka zostaje zarejestrowana, a na jej szyi zawisa obroża z numerkiem. Radość Lady z zaistniałego faktu szybko dobiega końca, bo jej pani, którą zwie Darling, zachodzi w ciążę i zaczyna zaniedbywać zwierzę, poświęcając się planowaniu przyszłości. Przyjaciele zrozpaczonej suczki – terier szkocki Jock i były pies policyjny bloodhound Trusty, uspokajają że jej właściciele spodziewają się dziecka.
W ich dzielnicy zjawia się uciekający przed hyclem Tramp, bezpański kundel uważający, że pies może czuć się szczęśliwy tylko na wolności, bez domu i obroży. Słysząc rozmowę Lady i jej przyjaciół o dziecku wchodzi na jej posesję i kwituje tym, że w sercu człowieka nie ma zbyt wiele miejsca na miłość i gdy pojawia się dziecko, pies musi odejść. Mimo chłodnego pożegnania słowa Trampa zapadają Lady w pamięci. Dziecko Jima i Darling przychodzi na świat. Początkowa frustracja Lady ze stanu błogosławionego pani przemienia się w ciekawość, suczka nigdy dotąd nie widziała jeszcze dziecka. Gdy dane było jej to zrobić, zafascynowana zarówno urodą, jak i bezbronnością świeżo urodzonego syna jej właścicieli, przyrzeka sobie, że będzie się nim opiekować i go bronić.
Właściciele Lady wyjeżdżają w podróż, zostawiając dziecko pod opieką ciotki Jima – Sary, sceptycznie nastawionej do psów. Są z nią jej kotki syjamskie Si i Am, które demolują dom i potem one obwiniają o to Lady udając jeszcze, że Lady je zraniła. W obawie o dziecko ciotka Sara zanosi Lady do sklepu zoologicznego, gdzie spanielce zostaje założony kaganiec. Przestraszona Lady ucieka ze sklepu, zaczepiając smyczą uwięzi o puszki. Groźne psy, widząc i słysząc obce zwierzę, atakują suczkę. Ratuje ją Tramp, który następnie z udziałem z bobra z ogrodu zoologicznego, pomaga jej uwolnić się od kagańca. Dzieli się z suczką wyznawanymi przez siebie wartościami, po czym organizuje kolację dla dwojga na tyłach zaprzyjaźnionej knajpki prowadzonej przez Włochów Tony’ego i Joego. Romantyczny wieczór kończy się wspólnie spędzoną nocą – między psami rodzi się uczucie.
Tramp proponuje Lady dalsze przeżywanie przygód, ta odmawia jednak, mając na uwadze złożoną sobie obietnicę. Zrezygnowany kundel odprowadza ją do domu. W drodze wpada na pomysł, jak wprowadzić odrobinę beztroski w poukładaną głowę towarzyszki; wspólnie ganiają kury. Sytuację zauważa właściciel ptaków otwierający ogień w stronę psów. Oboje uciekają przed zagrożeniem, ale zostającą w tyle Lady łapie hycel, po czym przewozi ją do schroniska, zgodnie z nowo wprowadzonymi w mieście zasadami. Gdy Tramp orientuje się, co zaszło, jest już za późno. W schronisku Lady spotyka przyjaciół Trampa z ulicy uważających go za wzór do naśladowania. Zdradzają, że jedyną wadą Trampa jest bycie wielkim kobieciarzem, co zmienia dotychczasowy sposób jego postrzegania u Lady. Odebrana ze schroniska przez Sarę i przypięta do budy Lady po kolejnym spotkaniu Trampa nie słucha jego tłumaczeń i odrzuca jego przeprosiny.
Smutny Tramp odchodzi z podwórka Lady, a chwilę później słyszy jej głośne wołanie o pomoc. Bez zastanowienia przybiega z powrotem, dowiadując się, że suczka zauważyła szczura wbiegającego do pokoju dziecka. Jest to zagrożenie dla życia malca, a przywiązana do budy Lady nie może ruszyć mu na ratunek. Tramp wpada do mieszkania i śmiertelnie rani gryzonia. Sara myśląc, że kundel chciał skrzywdzić dziecko, wzywa hycla i natychmiast dzwoni do właścicieli Lady. Przybyli na miejsce małżonkowie, znajdując zwłoki szczura, odtwarzają przebieg zdarzeń. Rozumiejąc, co się stało, ruszają zatrzymać powóz wiozący Trampa do schroniska. Podobnie czynią poinformowani o wszystkim Jock i Trusty, który, wbrew pogłoskom jakoby stracił węch, tropi konie i zatrzymuje je, prawie ginąc. Swe pierwsze urodziny Lady obchodzi z, oficjalnie przygarniętym i zarejestrowanym przez Jima i Darling, Trampem, z którym ma cztery szczenięta.

## Obsada głosowa
- Barbara Luddy – Lady
- Larry Roberts – Tramp
- Peggy Lee –
  - Darling,
  - Si,
  - Am,
  - Peg[j]
- Lee Millar –
  - Jim,
  - hycel
- Bill Thompson –
  - Jock,
  - Joe,
  - Bull,
  - Dachsie[k],
  - policjant
- Bill Baucom – Trusty
- Verna Felton – ciocia Sara
- George Givot – Tony
- Forrest Forte – dziecko Jima i Darling
- Alan Reed – Borys
- Dallas McKennon –
  - Pedro,
  - Toughy[l],
  - profesor
- Stan Freberg – bóbr
- Thurl Ravenscroft – aligator
- The Mellomen – psy

## Wersja polska

### Dubbing z 1962 roku
Opracowanie: Studio Opracowań Filmów w Łodzi

Reżyseria: Maria Olejniczak

Teksty piosenek: Joanna Kulmowa

Wystąpili:
- Kalina Jędrusik – Lady
- Wieńczysław Gliński – Tramp
- Ignacy Gogolewski – Jim
- Danuta Szaflarska – Lily (dialogi)
- Irena Santor – Lily (śpiew)
- Kazimierz Brusikiewicz – Reks
- Kazimierz Wichniarz – Lord
- Aleksander Dzwonkowski – Bóbr
- Ludmiła Jakubczak – Lola
- Lidia Korsakówna –
  - Si,
  - Am
- Zofia Jamry
- Jarema Stępowski

i inni
Wykonanie piosenek:
- „Loch Lomond”: Kazimierz Brusikiewicz
- „Co to jest dziecko”: Kalina Jędrusik
- „La La Lu”: Irena Santor
- „Piosenka kotów syjamskich”: Lidia Korsakówna
- „Taki Tramp”: Ludmiła Jakubczak

oraz: Zdzisław Klimek, Zdzisław Nikodem i inni.

### Dubbing z 1997 roku
Opracowanie: Start International Polska

Reżyseria: Maria Piotrowska

Dialogi polskie: Krystyna Skibińska-Subocz

Teksty piosenek: Antoni Marianowicz

Kierownictwo muzyczne: Marek Klimczuk

Dźwięk i montaż: Elżbieta Chojnowska

Kierownictwo produkcji: Elżbieta Araszkiewicz

Opieka artystyczna: Michał Wojnarowski

Produkcja polskiej wersji językowej: DISNEY CHARACTER VOICES INTERNATIONAL, INC.
Wystąpili:
- Jolanta Wilk – Lady
- Cezary Pazura – Tramp
- Tomasz Stockinger – Jim
- Beata Kawka – Darling
- Marian Opania – Kilt
- Marcin Troński – Wiarus
- Teresa Lipowska – ciocia Sara
- Krzysztof Kołbasiuk – Tony
- Wojciech Paszkowski – Joe
- Joanna Wizmur – Peg
- Leopold Matuszczak – Bull
- Wojciech Machnicki –
  - Borys,
  - Erich
- Jacek Kawalec – Pedro
- Jerzy Mazur – Twardziel
- Ryszard Olesiński –
  - bóbr,
  - hycel Bill
- Magdalena Zawadzka –
  - Si,
  - Am

W pozostałych rolach:
- Anna Apostolakis – goście
- Jan Kulczycki –
  - doktor,
  - sprzedawca,
  - rolnik,
  - strażnik w schronisku,
  - goście
- Dariusz Odija –
  - hycel,
  - policjant,
  - aligator,
  - goście
- Andrzej Tomecki – profesor

i inni
Wykonanie piosenek:
- „Bella Notte”: Olga Bończyk, Jacek Bończyk, Agnieszka Piotrowska, Wojciech Paszkowski, Anna Ścigalska, Piotr Plebańczyk, Dariusz Różankiewicz
- „Cicha noc”: Włodzimierz Izban
- „Loch Lomond”: Marian Opania
- „Bella Notte” (duet): Krzysztof Kołbasiuk, Wojciech Paszkowski
- „Co to jest dziecko”: Jolanta Wilk
- „La La Lu”: Beata Kawka
- „Lulaj, mój słodki”: Teresa Lipowska
- „Piosenka kotów syjamskich”: Magdalena Zawadzka
- „Byle kto”: Joanna Wizmur

## Produkcja
źródła:

### Pierwsze plany i zawieszenie prac
Pomysł stworzenia Zakochanego kundla pojawił się już w 1937, kiedy Joe Grant, jeden z animatorów i scenarzystów wytwórni Disneya, pochwalił się Waltowi autorskimi szkicami swojego springer spaniela o imieniu Lady. Disney dostrzegł w nich potencjał i poprosił Granta o stworzenie scenorysu na podstawie rysunków. Wówczas powstała pierwsza koncepcja filmu, według której fabuła miała być skupiona na wątku suczki starając się zaakceptować i przyzwyczaić do nowego mieszkańca w swoim domu, jakim jest dziecko jej właścicielki. Ten pomysł nie spodobał się Disneyowi – uznał, że jest zbyt prymitywny i nie przykułby uwagi publiczności. Było to powodem porzucenia projektu na lata. Wytwórnia skupiła się na produkcji animowanych filmów propagandowych dla rządu USA pt. Walt Disney’s World War II propaganda production.
Współzałożyciel studia – Roy Oliver Disney – regularnie namawiał Disneya do wznowienia prac nad filmem, jednak twórca nie miał żadnego dobrego pierworysu, poza tym dostrzegł u swoich animatorów wypalenie po wielu próbach znalezienia dobrej koncepcji. Ta pojawiła się, kiedy Disney kupował prezent gwiazdkowy dla swojej żony Lilian – kupił szczeniaczka zapakowanego w ozdobne pudełko, chcąc ją w ten sposób udobruchać za nieudane wspólne spotkanie, o którym zapomniał. Wręczając Lilian upominek, pomyślał, że identyczna scena dobrze wyglądałaby jako prolog filmu. Od razu skojarzył to z porzuconym kilka lat temu projektem.

### Wznowienie prac
Disney z czasem zaczął tworzyć dalszy zarys fabuły, a w jego planach pojawiły się kolejne postacie: dwa psotne syjamskie koty i bezdomny pies. Podczas pisania dalszych losów bohaterów zainspirował się treścią opowiadania Warda Greene’a Happy Dan: The Cynical Dog umieszczonym w magazynie „Cosmopolitan”. Bohaterem tekstu Greene’a był bezpański pies, którego urokowi nie potrafił oprzeć się żaden mieszkaniec miasta, dając mu coś do zjedzenia. Widząc potencjał w opowiadaniu, Disney odkupił do niego prawa w 1943, po czym rozpoczęto pracę nad łączeniem planów Disneya i treści opowiadania w jeden scenariusz.
Pierwowzorem postaci Trampa był wędrowny pies, którego podczas wieczornego spaceru zauważył jeden ze scenarzystów wytwórni. Od razu skojarzył się on z filmem i chciał zabrać ze sobą zwierzaka, a następnie przekazać animatorom. Pies jednak uciekł. Twórca opowiedział tę historię Disneyowi, a ten postanowił odszukać psa, bo nie chciał przepuścić tak dobrej okazji na rozwój swojego pomysłu. Ostatecznie się udało – odnalazł kundla w schronisku oddalonym kilka godzin drogi od domu scenarzysty. Disney adoptował zwierzę, a po zakończeniu prac i sukcesie animacji przeznaczył dla niego specjalne miejsce w Disneyland Resort.
Faktyczna produkcja Zakochanego kundla rozpoczęła się w 1951. Disney podczas prac nad tym filmem porzucił praktykę opierania się swoich animowanych pełnometrażówek na znanych klasycznych utworach dla dzieci. W tym czasie wytwórnie filmowe zaczęły opracowywać formaty panoramiczne i dźwięk stereofoniczny, by odzyskać przewagę nad telewizją. Jednym z takich systemów był CinemaScope umożliwiający projekcję filmów o proporcjach obrazu 2.66:1, dwukrotnie szerszego od standardowego 1.33:1. Disney, od zawsze fascynujący się najnowszymi osiągnięciami technicznymi, szybko zaadaptował CinemaScope do swoich produkcji, m.in. 20 000 mil podmorskiej żeglugi (1954). Zakochany kundel był także pierwszą animacją Disneya nakręconą w CinemaScope.
Zastosowanie nowego procesu panoramicznego dla Zakochanego kundla wymagało od pracowników posiadania nie tylko większych arkuszy papieru i celuloidu, ale także obrania nowego kierunku do layoutu i montażu. Tła musiały mieć większy rozmiar, niektóre do szerokości 10 stóp, i być bardziej szczegółowe. Animatorzy odkryli, że indywidualne sceny trwają dłużej w CinemaScope. Szybkie cięcia od postaci do postaci w celu uchwycenia reakcji zostały porzucone. Zamiast tego sceny były rozgrywane w pełnych „ujęciach głównych”, a nie jako seria szybkich cięć między różnymi punktami widzenia.
Animatorzy nie mogli dojść do porozumienia co do rasy Trampa. Współproducent filmu, Erdman Penner, zauważył bezpańskiego mieszańca niedaleko studia, który mu się spodobał, ale pies uciekł przez podwórka i krzaki. Penner powiadomił studio i wkrótce wszyscy zaczęli wypatrywać psa na ulicach i chodnikach. Kilka dni później, mieszańca, który okazał się suką, w końcu odnaleziono w lokalnym schronisku, na kilka godzin przed planowanym uśpieniem. Suka posłużyła za model referencyjny dla Trampa. Modelem dla Lady była cocker spanielka o imieniu Blondie, należąca do Hamiltona Luske, jednego z trzech reżyserów filmu.
Głosu Lady użyczyła aktorka radiowa Barbara Luddy. Aktor i producent Larry Roberts użyczył Trampowi. Piosenkarka Peggy Lee, prócz skomponowania pięciu piosenek do filmu razem z Sonnym Burkiem, także zaśpiewała trzy z nich i podłożyła głos czterem postaciom. Były to Si i Am, Darling oraz Peg.
Disney chciał, by jego artyści jak najwierniej oddali na papierze ruchy i zachowania bohaterów nowej animacji, dlatego w siedzibie jego wytwórni w czasie prac nad Zakochanym kundlem mieszkały dziesiątki psów różnych ras i wielkości. Woolie Reitherman, twórca aktu, w którym Tramp walczy z gryzoniem w pokoju dziecka, postawił na biurku klatkę ze szczurem, by w trakcie pracy przypatrywać się jego ruchom.
W przypadku animowanej przez Erica Larsona, Peg śpiewającej „He’s a Tramp”, animacja nie jest ściśle realistyczna, ograniczenia anatomiczne prawdziwego psa zostały złagodzone, jako że Pegi musiała w tej scenie śpiewać i grać. Animator Cliff Nordberg balansował na cienkiej granicy czarnego humoru, gdy pies Mutsy „przechodzi ostatnią milę” do komory gazowej.
Akcja filmu została umieszczona na początku XX wieku. Ówczesny styl architektoniczny wnętrz charakteryzował się wzorzystymi dywanami i tapetami oraz bogatym wyposażeniem. W związku wygląd pomieszczeń został uproszczony, by postacie nie ginęły w rozpraszająco zapełnionych tłach. Niemniej jednak artyści Disneya wciąż musieli zmierzyć się z problemem pracy z ludzkimi wnętrzami widzianymi z psiej perspektywy. W związku z tym artyści Disneya, Claude Coats i Bruce Bushman, opracowali użycie modeli w małej skali dla większości scen. Dzięki temu, że charakter pomieszczeń i mebli został opracowany w modelach w skali, które każdy mógł studiować, artyści odpowiedzialni za tło i układ mogli przestawiać meble wielkości cala, planując sceny i malując perspektywy, które widziałby tylko pies.

### Imiona bohaterów
Podczas tworzenia animacji imiona prawie wszystkich bohaterów uległy zmianie:
- Koty syjamskie – Si i Am w pierwszym zarysie fabuły wykonanym przez Disneya nazywały się Nip i Tuck;
- Siostra Darling – ciocia Sara pierwotnie nazywała się Mumsie;
- Właściciele Lady – Jim i Darling roboczo nazywali się Mr. and Mrs. Fred (pol. Pan i Pani Fred)
- Imię głównego bohatera sprawiło Waltowi największy dylemat. Długo nie mógł się zdecydować, które będzie najbardziej pasować. Ostatecznego wyboru dokonywał między Homerem, Ragsem, Bazo oraz Trampem.

Imiona postaci epizodycznych, na przykład kanarka pojawiającego się w scenie z udziałem kotów syjamskich, były inspirowane życiem codziennym. W tym przypadku za pierwowzór posłużył ptak sąsiada Disneya o nazwisku Trilby.

### Zmiany w ważniejszych elementach fabuły

#### Sceny, które nie miały się pojawić
Scena pocałunku Lady i Trampa przy kolacji miała początkowo nie znaleźć się w filmie. Disney był stanowczo przeciwny pomysłowi, by dwa psy jadły makaron, całując się przy tym. Na zmianę decyzji wpłynął jeden z animatorów, Frank Thomas, któremu udało się przekonać Disneya do zachowania tej sceny poprzez wprowadzenie do szkiców paru zmian. To właśnie wersja Thomasa pojawiła się w finalnej odsłonie animacji.

#### Sceny, które miały wyglądać inaczej
Początkowo zakładano, że Wiarus zginie podczas pościgu za wozem hycla w przedostatniej scenie filmu. Wytwórnia ostatecznie zmieniła te plany, obawiając się ogromnej fali krytyki, podobne jak po premierze filmu Bambi (1942), gdzie została uśmiercona matka głównego bohatera. Śmierci Wiarusa sprzeciwiała się też Peggy Lee, autorka i wykonawczyni wszystkich piosenek do Zakochanego kundla. Disney uważał, że filmowi powinien zawierać jeden wątek zakończony dramatycznie, lecz następnie ustąpił.

#### Usunięte piosenki
W trakcie produkcji usunięto z filmu piosenkę I’m free wykonywaną przez Trampa. Producenci po dokonaniu drobnych zmian w jego charakterze uznali bowiem, że melodia nie pasuje do tej postaci. Utwór pojawił się jako dodatek do wydania animacji na Blu-ray w 2012.

## Odniesienia
W duńskim komiksie Na tropach zwierząt (1997) z udziałem Kaczora Donalda, gdzie Donald pracujący jako detektyw ds. zwierząt odnajduje zbiegłego psa Binga grającego w reklamówkach psiej karmy, który zainspirowany Zakochanym kundlem i 101 dalmatyńczykami wytarzał się w węglu udawania labradora i jadł na tyłach włoskiej knajpy.